# Znovuzrození
V křesťanství ve starobylých církvích (katolické, pravoslavné ad.) je tímto pojmem označována duchovní obnova člověka, k níž dochází udělením svátosti křtu, jíž je smyt dědičný hřích i hříchy osobní a pokřtěný tak získává účast na oběti Ježíše Krista a na Boží přirozenosti a stává se součástí mystického těla církve. V evangelikálním prostředí je pak od doby hnutí pietistů (od 17. století) takto  označován pojem, který se jinde nazývá „obrácení (k dobru, k Bohu)“, jež se projevuje změnou života a vnitřním náboženským poznáním.

## Křesťanství
Křesťanské přesvědčení o skutečnosti znovuzrození, k níž dochází při křtu dospělých, vychází z Kristových slov: "Nenarodí-li se kdo znovu z vody a Ducha, nemůže vejít do Božího království." (Janovo evangelium 3,5), což potvrzuje i apoštol Pavel v jednom ze svých listů: "Spasil nás skrze koupel nového narození a obnovení Ducha svatého." (List Titovi 3,5) Tato skutečnost byla zaslíbena již v některých proroctvích Starého zákona, zejména v Ezechielovi: "Pokropím vás čistou vodou a budete očištěni; očistím vás ode všech vašich nečistot a ode všech vašich hnusných model. A dám vám nové srdce a do nitra vám vložím nového ducha. Odstraním z vašeho těla srdce kamenné a dám vám srdce z masa. Vložím vám do nitra svého ducha; učiním, že se budete řídit mými nařízeními, zachovávat moje řády a jednat podle nich." (Ezechiel 36,25-27) Toto prvotní křesťanské přesvědčení je dosvědčeno i staletou svatootcovskou tradicí (sv. Justin, sv. Hippolyt Římský, sv. Ambrož, sv. Augustin a nespočet dalších otců) a potvrzen ekumenickými koncily. 
V poreformační době však vlivem pietistického hnutí (2. pol. 17. stol.) dochází k založení nové tradice chápání slova znovuzrození, které je v evangelikálním prostředí chápáno jako vnitřní duchovní proměna člověka, jinde dosud nazývaná jako první obrácení. Evangelikálové věří, že znovuzrození v tomto smyslu činí člověka křesťanem a že je podmínkou spasení a věčného života. Proto evangelikálové rozlišují mezi znovuzrozenými (obrácenými) a těmi ostatními, a to bez ohledu na příslušnost k nějaké církvi. Vynakládají velké úsilí o evangelizaci, což je snaha přivést druhé ke zkušenosti znovuzrození, a to především kázáním Božího slova a vyprávěním o vlastní zkušenosti obrácení (tzv. osobní svědectví).

## Judaismus
Pojem „znovuzrození“ není neznámý ani v rámci judaismu, zvláště pak v kabale, v níž se může jednat též o výsledek hlubokého mystického prožitku. Jinak je pojem spojován obvykle s pravým pokáním, jež je v židovském prostředí označováno jako tšuva (hebrejsky  תְּשׁוּבָה‎, doslova „navrácení, návrat; odpověď“). Kající hříšník (hebrejsky ba'al tšuva či chozer bi-tšuva) je považován za nového člověka a je mu přisuzováno zvláštní postavení.